# Das Jahr der Wölfe
Das Jahr der Wölfe ist ein Jugendbuch aus dem Jahr 1962 von Willi Fährmann und der dritte Teil der Tetralogie Die Bienmann-Saga.

## Inhalt
Im letzten Kriegswinter, 1944/1945 muss die Familie Bienmann vor der heranrückenden Front aus ihrer ostpreußischen Heimat fliehen. Konrad erlebt als 12-Jähriger hautnah die Grausamkeit des Krieges.
Im Spätsommer 1944 scheint die Welt noch in Ordnung, auch wenn man bereits den fernen Geschützdonner von der Front vernehmen kann: Die Ernte fällt gut aus, Konrad kann fischen gehen und sich von seinem Großvater Lukas (vgl. Der lange Weg des Lukas B.) Geschichten erzählen lassen, und ein neues Baby kündigt sich an. Zwar spielen die Kinder auf der Dorfstraße Krieg und Fronturlauber berichten von Gräueltaten, doch die Wirklichkeit des Schlachtfeldes scheint weit weg. Während einige Menschen bereits mit der Niederlage rechnen, glauben andere noch an den Sieg.
Doch im Herbst rückt die russische Front immer näher. Auch Konrads Familie muss nun ihre Sachen auf einen Pferdewagen packen und das Dorf verlassen. Ihr Ziel ist Berlin, wo sich die Familie, wie vorher für den Fall der Fälle verabredet, bei Konrads Onkel treffen will. Der Großvater Lukas wird allerdings nicht mehr mit dabei sein, denn er stirbt kurz vor der Abfahrt.
Im Treck mit unzähligen anderen Familien fahren die Bienmanns Richtung Westen. Doch schon bei ihrer zweiten Raststation, einer Tante, finden sie statt der Verwandtschaft nur noch ein verkohltes Haus vor. Und es kommt noch schlimmer: Konrad erlebt hautnah brennende Dörfer, Artilleriefeuer und die ständige Angst vor der Gefangennahme durch die Russen. Auf der Flucht, in der Nähe von Danzig, wird Konrads Schwester Elisabeth geboren. Seine Mutter weigert sich aus einem Bauchgefühl heraus, in Danzig das Schiff zu besteigen, das sie über die Ostsee bringen soll. Erst hinterher stellt sich heraus, wie recht sie daran getan hat: das Schiff war die Wilhelm Gustloff, die im späteren Verlauf sinken wird. Familie Bienmann wagt also die gefährliche Flucht über das zugefrorene Haff. Konrad erlebt Tieffliegerangriffe und eine Nacht auf dem schwankenden Eis Er sieht, wie Wagen im Eis einbrechen und ganze Familien im eiskalten Wasser ertrinken. Er erlebt das Gefühl totaler Hilflosigkeit und Ausgeliefert-Seins. Aber am Ende erreichen sie mit viel Glück Berlin.
Fährmann beschreibt in diesem Roman die Grausamkeit des Krieges aus der Sicht eines Kindes und wählt damit die Perspektive, welche die Identifikation am leichtesten macht. Vor allem für die nach dem Krieg geborenen Generationen ist die Grausamkeit des Krieges unvorstellbar, sie übersteigt das Vorstellungsvermögen des Lesers ebenso wie das Konrads. 
Das Jahr der Wölfe wurde 1963 in die Auswahlliste zum Deutschen Jugendliteraturpreis aufgenommen.